# Советский мемориал (Зуль)

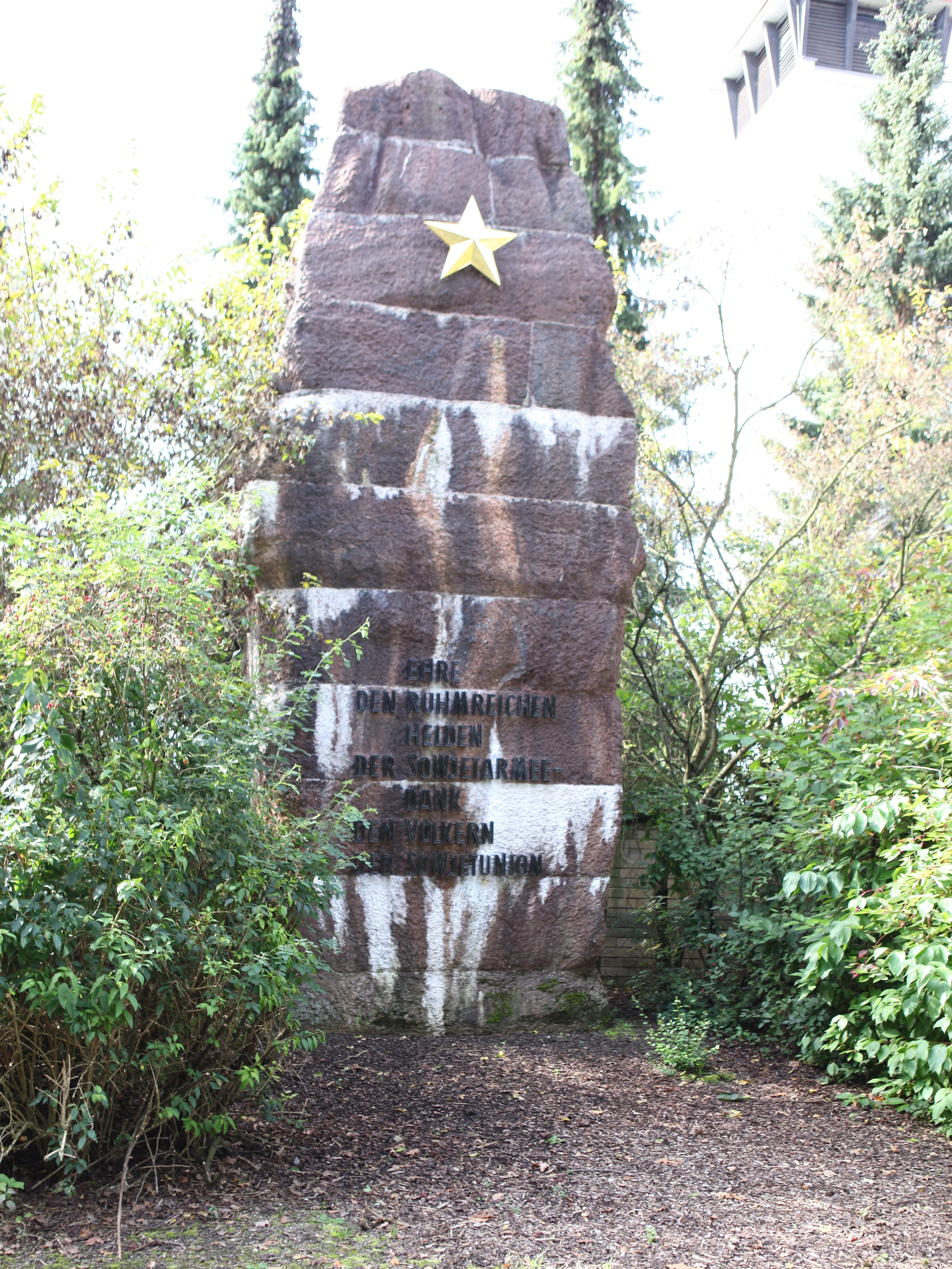
Мемориал в Зуле

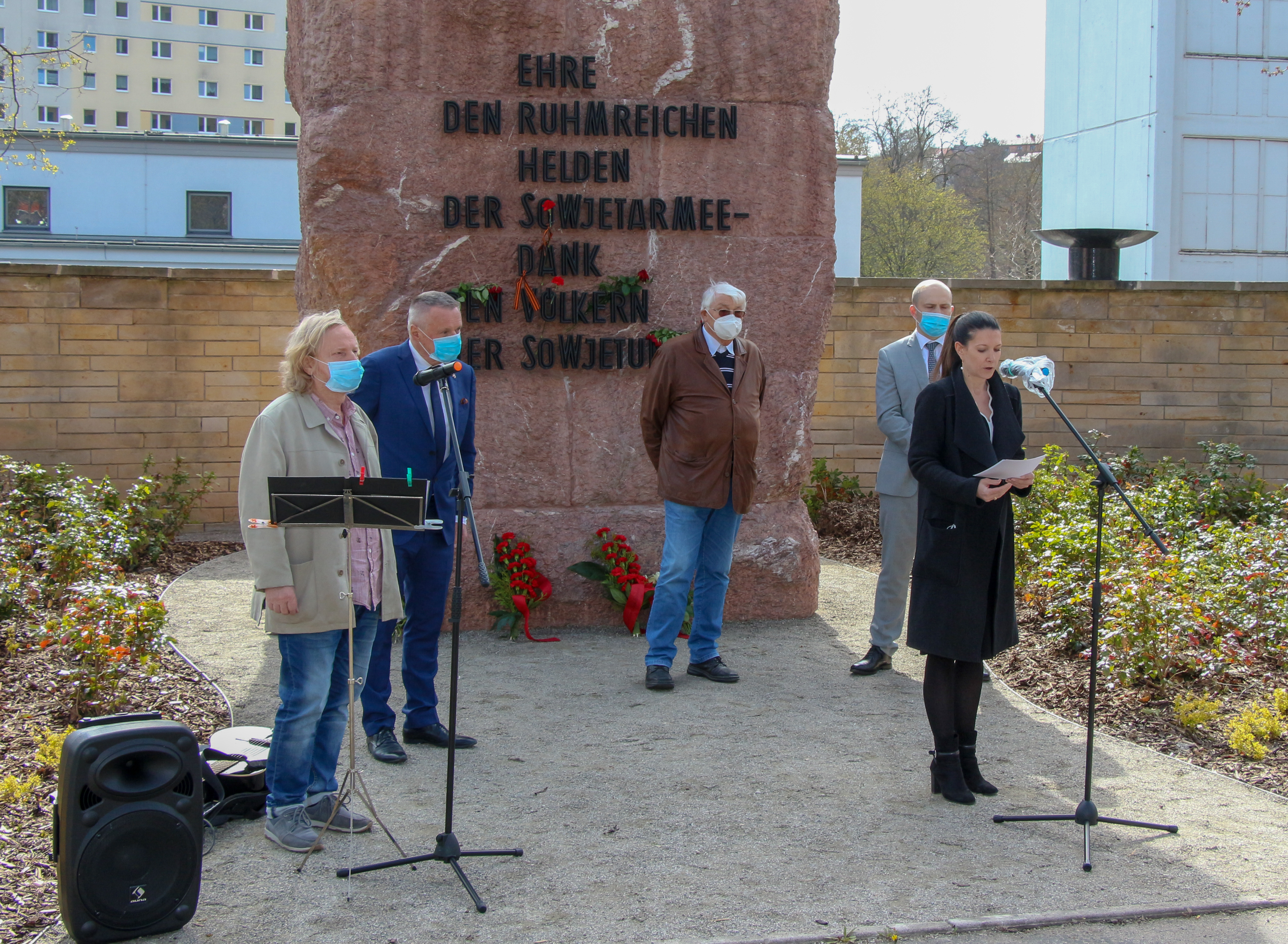
Празднование 8 мая 2021 года в рамках празднования Дня освобождения с Кристиной Нордт (спереди справа) и консулом Сосланом Г. Цидаевым (Генеральное консульство Российской Федерации) в Лейпциге (второй справа).

Советский мемориал в тюрингском городе Зуль — один из последних памятников мемориального кладбища, снесенного в 1961 году. Первоначально захороненные здесь жертвы войны были перезахоронены. Это самый большой город к югу от Реннштайга.
Восьмиметровый мемориал с надписью «Честь славных героев Советской Армии, спасибо народам Советского Союза» был открыт 5 мая 1971 года. Мемориал находится на Вюрцбургерштрассе в Зуле; На момент открытия она называлась Улицей германо-советской дружбы. С тех пор здесь проходят официальные празднования Дня освобождения Германии от фашизма.
Инаугурация прошла в присутствии советского посла Петра Андреевича Абрасимова и командующего группировкой советских вооруженных сил в Германии Виктора Георгиевича Куликова.